# Reinhard Eichberger
Reinhard Eichberger (* 1942/1943) ist ein ehemaliger deutscher Boxer. Er war Mitglied der bundesdeutschen Nationalboxstaffel.

## Leben
Eichberger boxte für den Wedeler TSV, dort wurde er von Trainer Bruno Moldt betreut. 1965 qualifizierte er sich erstmals für die deutschen Amateur-Boxmeisterschaften, bei den Titelkämpfen in Hannover schied der damals 22-Jährige in der Zwischenrunde gegen Kurt Morwinsky aus. Der Halbschwergewichtler Eichberger wurde in die bundesdeutsche Nationalboxstaffel berufen und kam Ende November 1965 im niederländischen Groningen zu seinem Einstand für die Auswahl des Deutschen Amateur-Boxverbandes (DABV), nachdem er kurz zuvor in einem in Hamburg ausgetragenen Kampf den hocheingeschätzten Russen Piwowarow aus Leningrad per Abbruchsieg bezwungen hatte. Im Länderkampf gegen die Mannschaft der Niederlande verlor Eichberger in der Gewichtsklasse bis 81 Kilogramm gegen Rudi Lubbers klar nach Punkten. Eichberger machte die rechte Schlaghand des Niederländers zu schaffen, während der Deutsche vornehmlich versuchte, über die Innenbahn Treffer zu landen. Insgesamt setzte sich die Mannschaft der Bundesrepublik Deutschland trotz Eichbergers Niederlage jedoch mit 14:6 durch.